# 夸姆博南比
夸姆博南比是南非的城鎮，位於該國東北部，由夸祖魯-納塔爾省負責管轄，距離恩潘蓋尼29公里，面積2.35平方公里，2001年人口1,894，人口密度每平方公里810人。